# Страус — ЮГ

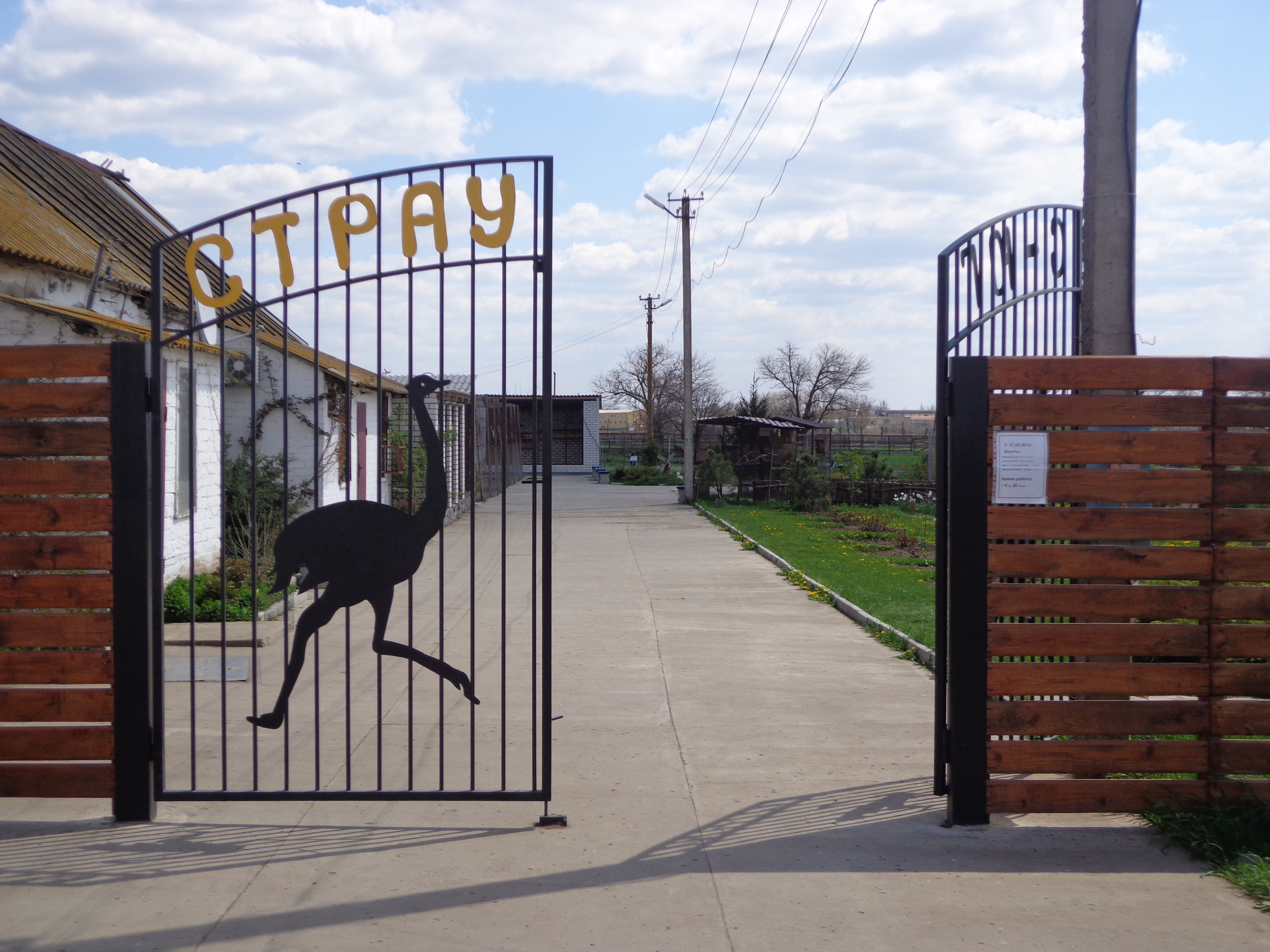
Вход на ферму

«Страус-Південь» — страусина ферма і зоопарк на околиці м. Мелітополя. Пам'ятка міста і одна з найбільших страусиних ферм в Україні. Ферма розташована в Мелітопольському районі, в 700 метрах на північ від Мелітополя (на території, яку планується приєднати до міста).

## Страусина ферма
Страусина ферма була заснована в 2002 році в будівлі старої радянської ферми, що знаходиться на північ від Мелітополя. Ферма розводить чорних африканських страусів, торгує страусячим м'ясом, шкірою, яйцями, пір'ям і різними сувенірами. Частина молодняка також йде на продаж. Продукція ферми продається в інші міста України й експортується за кордон. На фермі налічується 100 страусів (2012 рік).

## Зоопарк
Страусина ферма з перших років свого існування приваблювала туристів. Але, оскільки відвідувачам хотілося бачити й інших тварин, крім страусів, ферма поступово стала обзаводитися власним зоопарком. У 2008 році на фермі тримали тільки рибок, павичів і віслюків, але до 2011 року число зібраних у зоопарку видів становило вже кілька десятків.
Станом на 2013 рік у зоопарку мешкають:
- Хижаки: вовк, руда лисиця, борсук, єнот-полоскун, носуха;
- Копитні: лама, камерунська вівця, в'єтнамська вислобрюха свиня, міні-піг, романівські вівці, кінь Пржевальського, віслюки, кози;
- Гризуноподібні: нутрія, білка, морська свинка, карликові декоративні кролики;
- Птахи: африканський страус, ему, павич, жовтий золотий фазан, кури бентамкі, кохінхін карликовий, гірський гусак, полярний гусак, канадська казарка, індійський бігун, чорний лебідь, журавель степовий, хвилясті папужки, різні породи голубів.

Є басейн з рибками, дитячий майданчик.

## Галерея

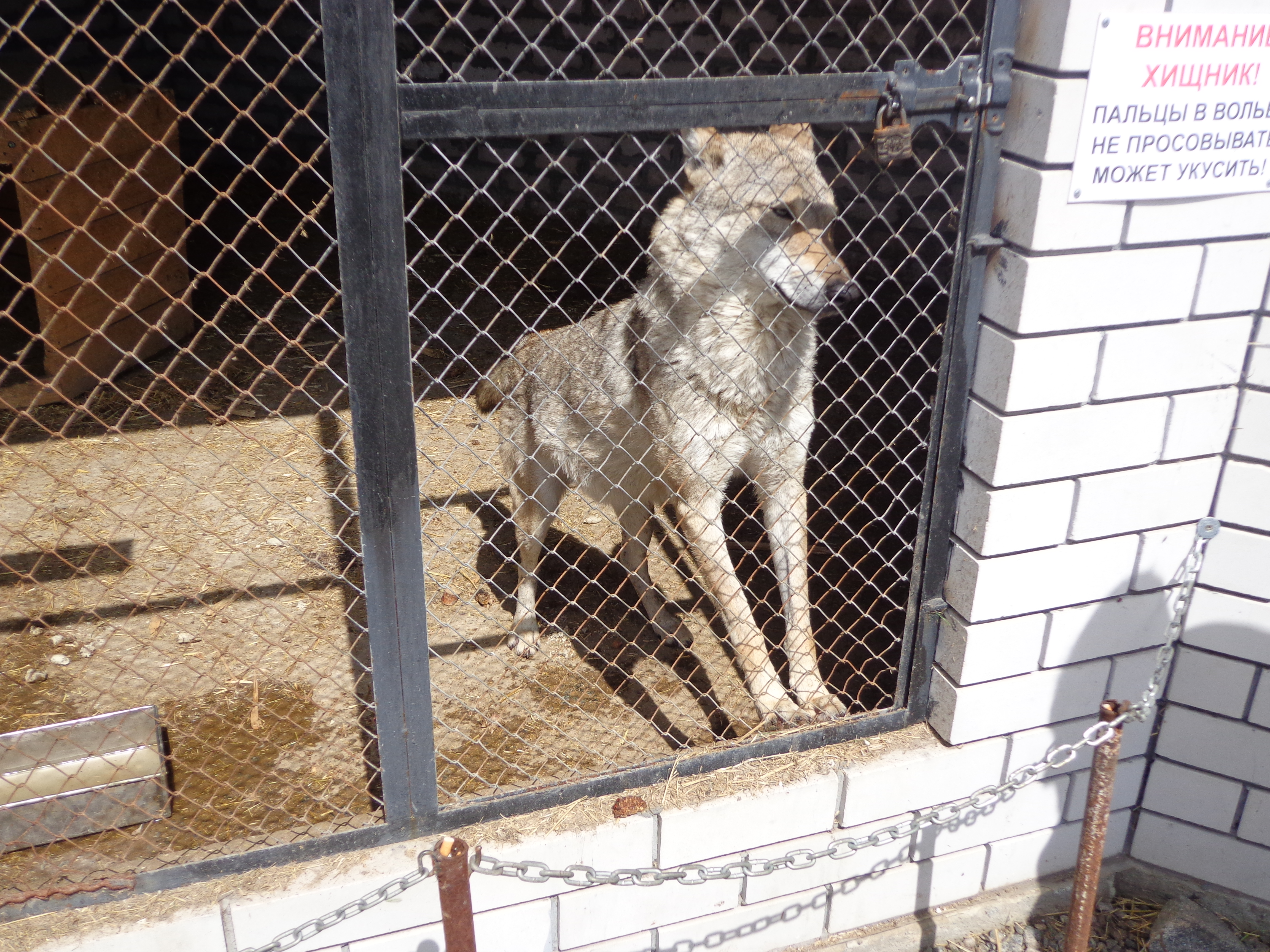
Вовк Акела
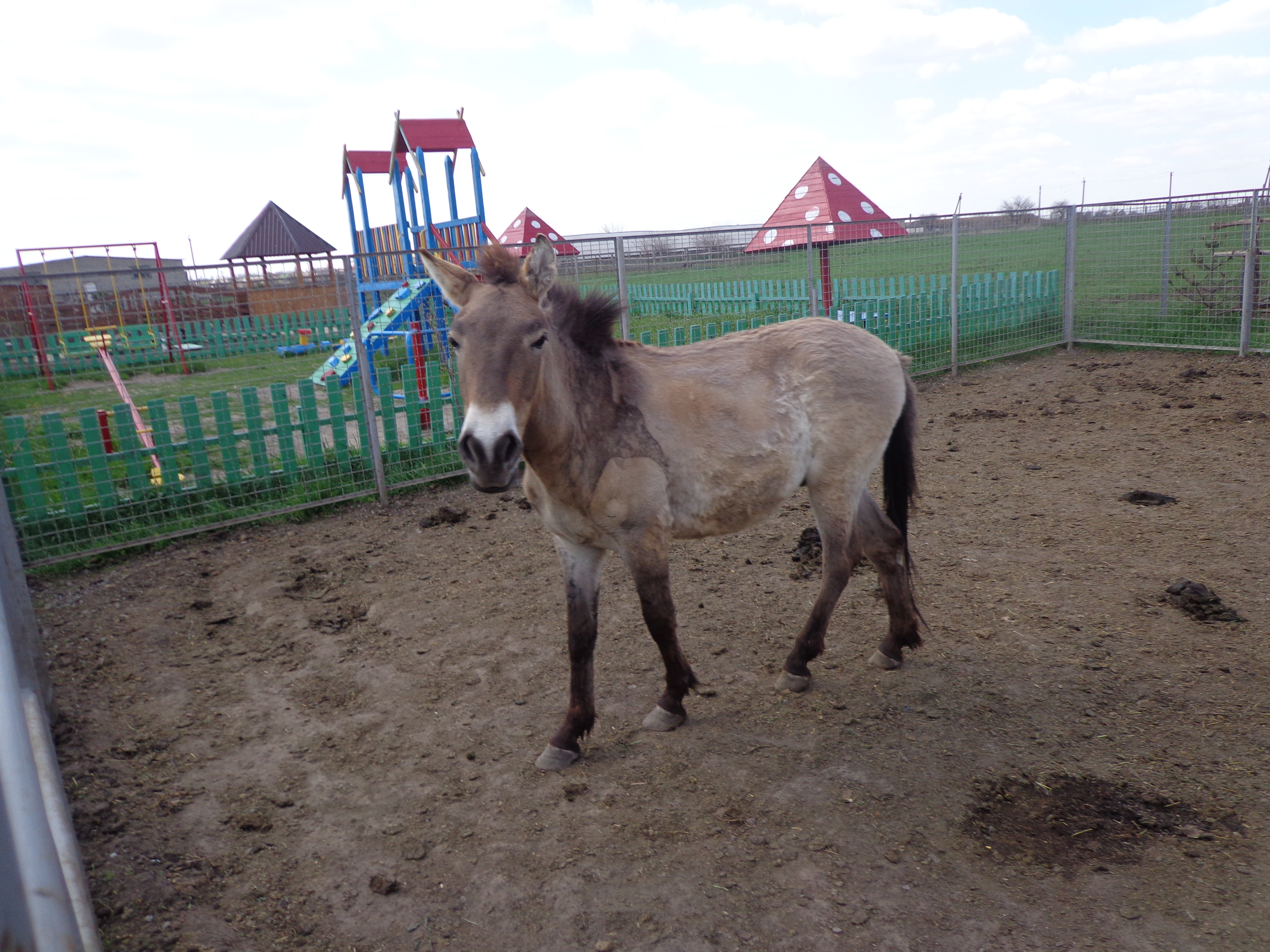
Кінь Пржевальського
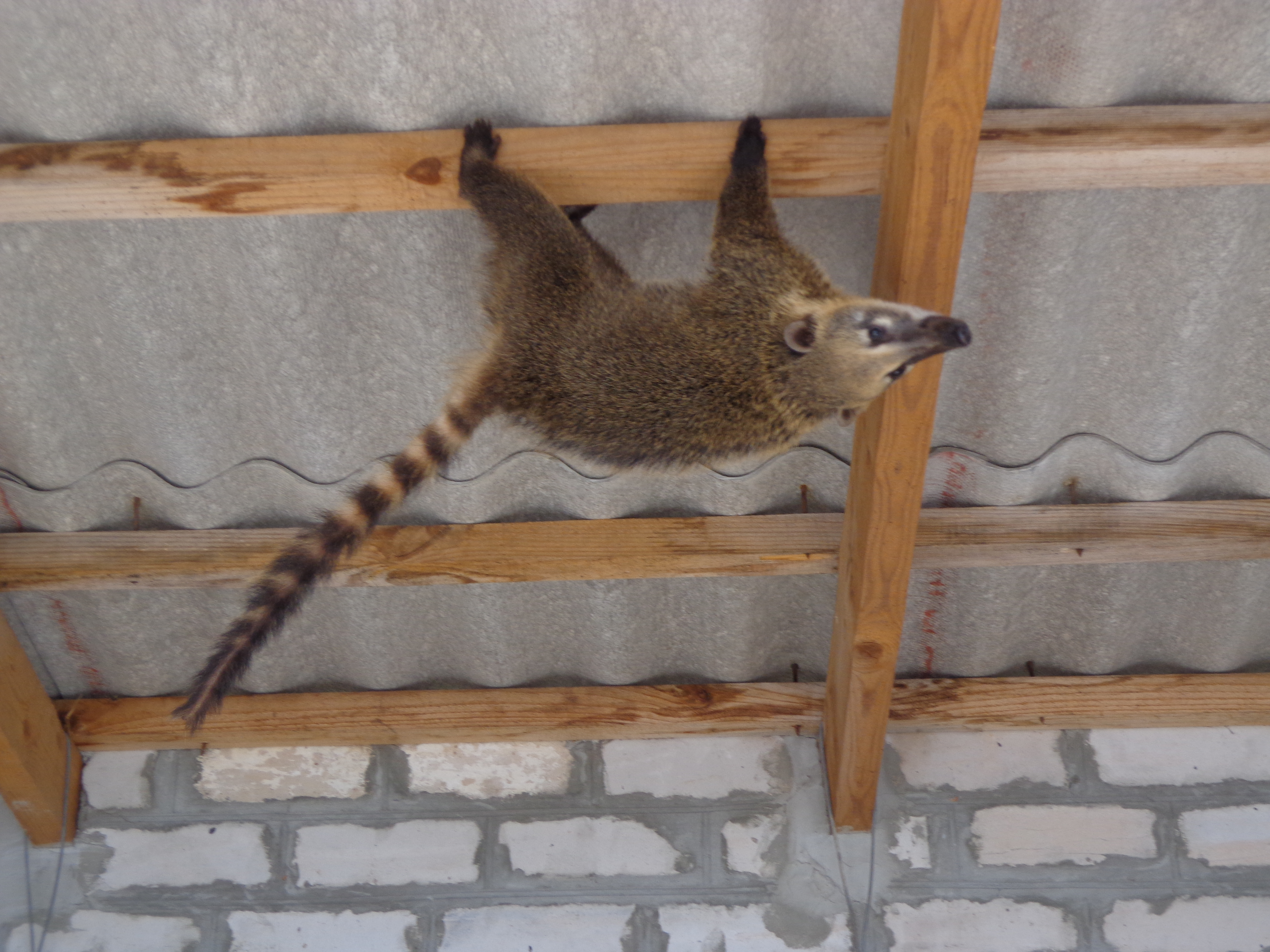
Носуха
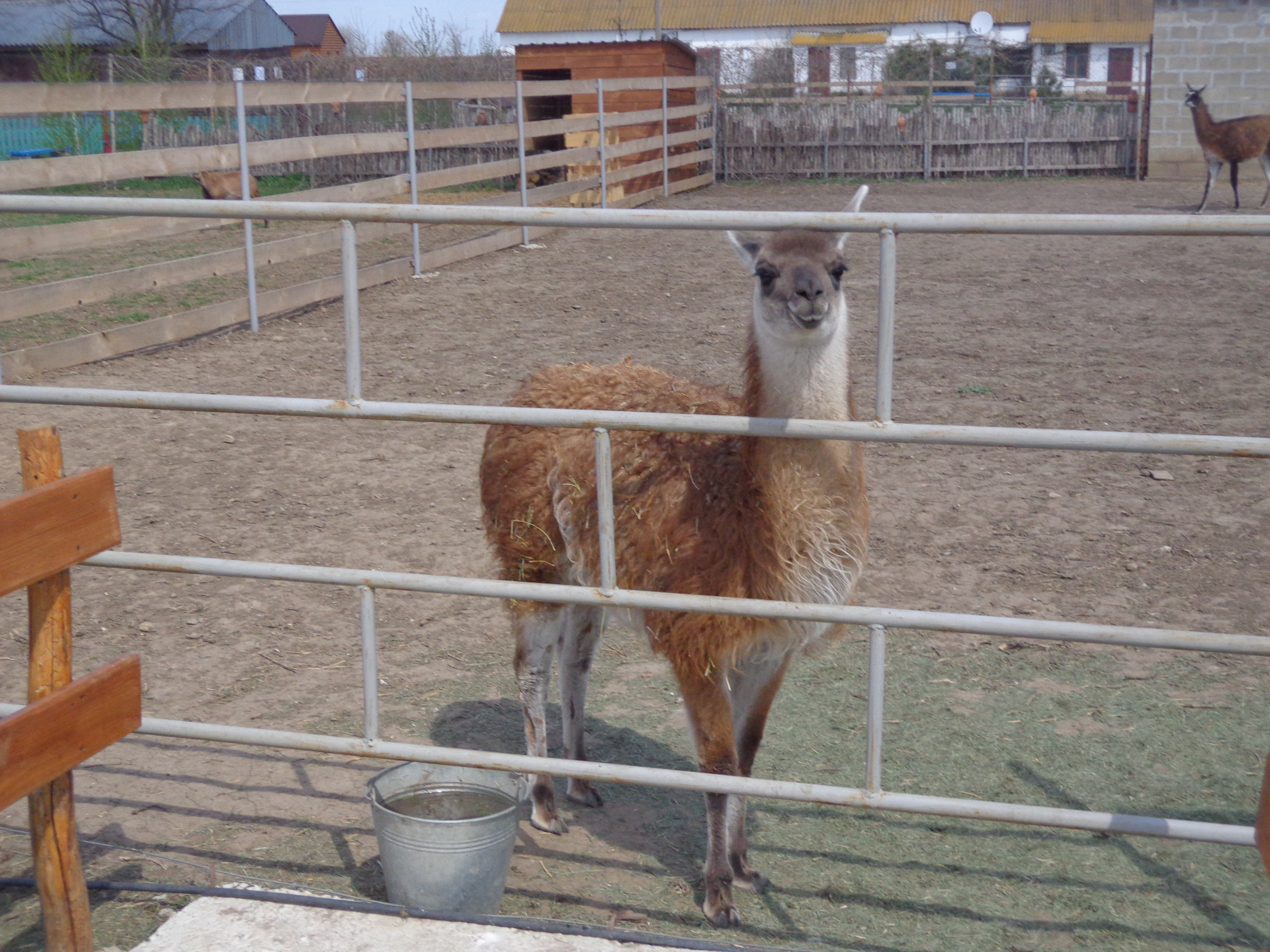
Лама
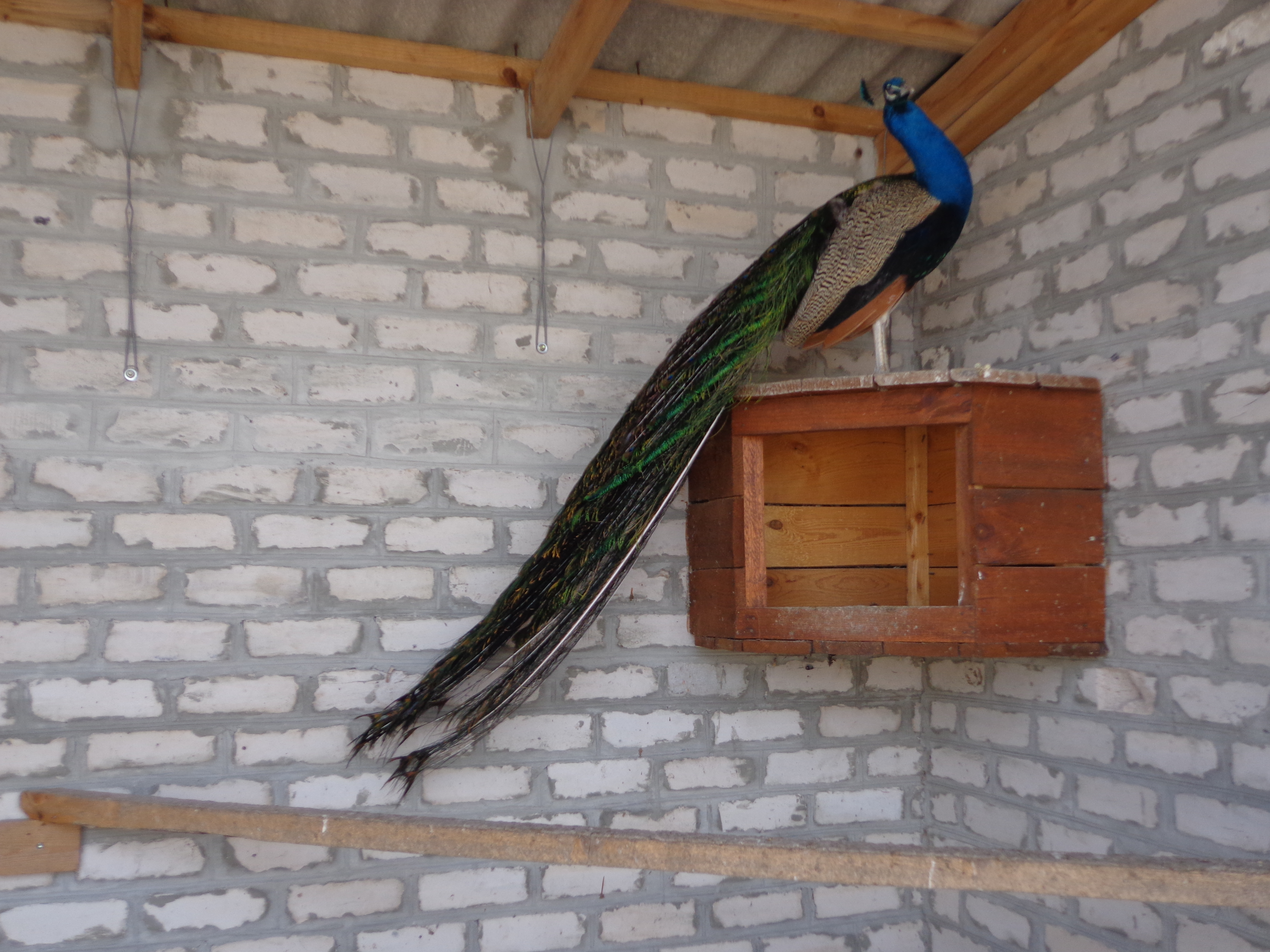
Павич
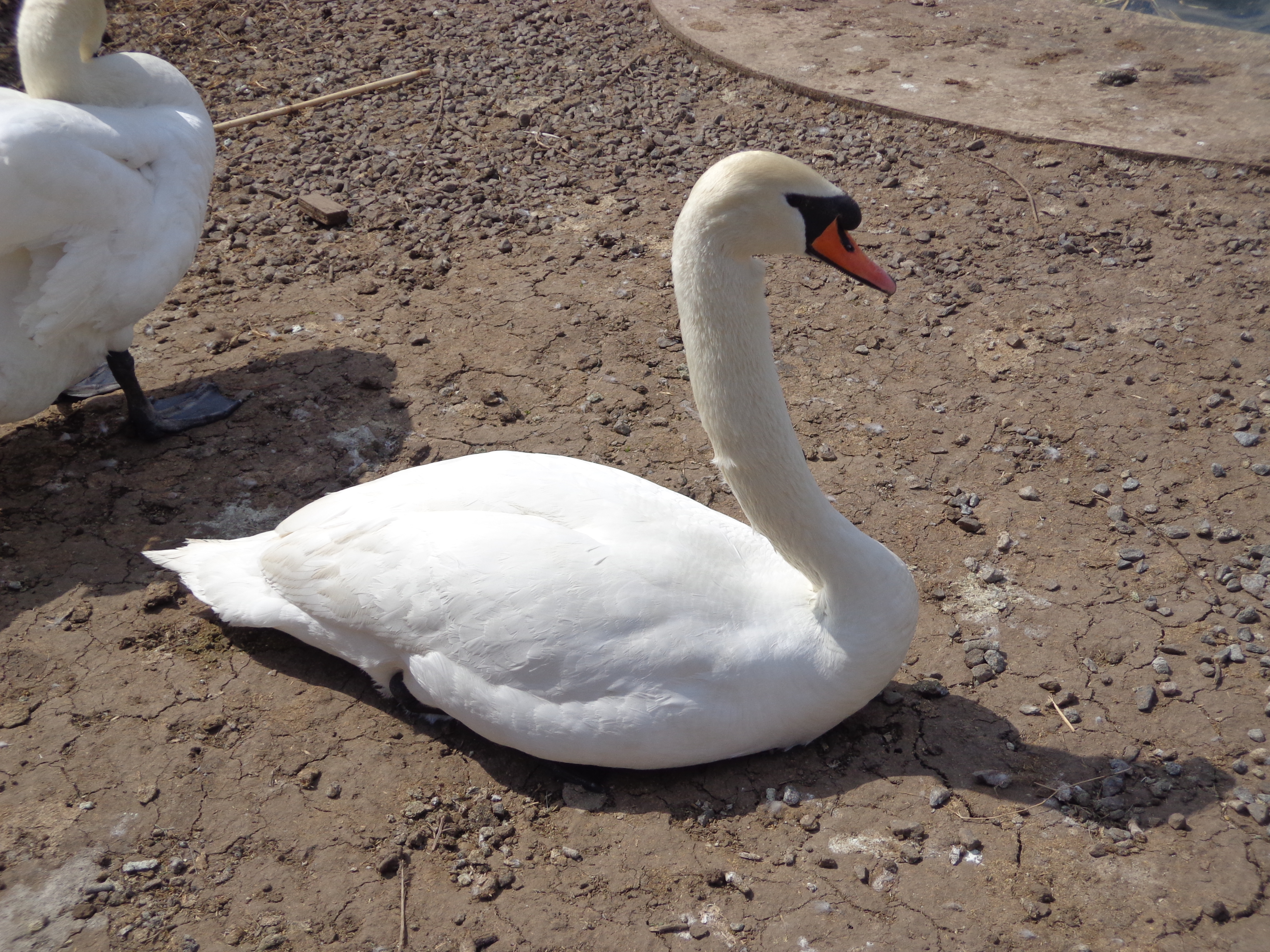
Полярний гусак
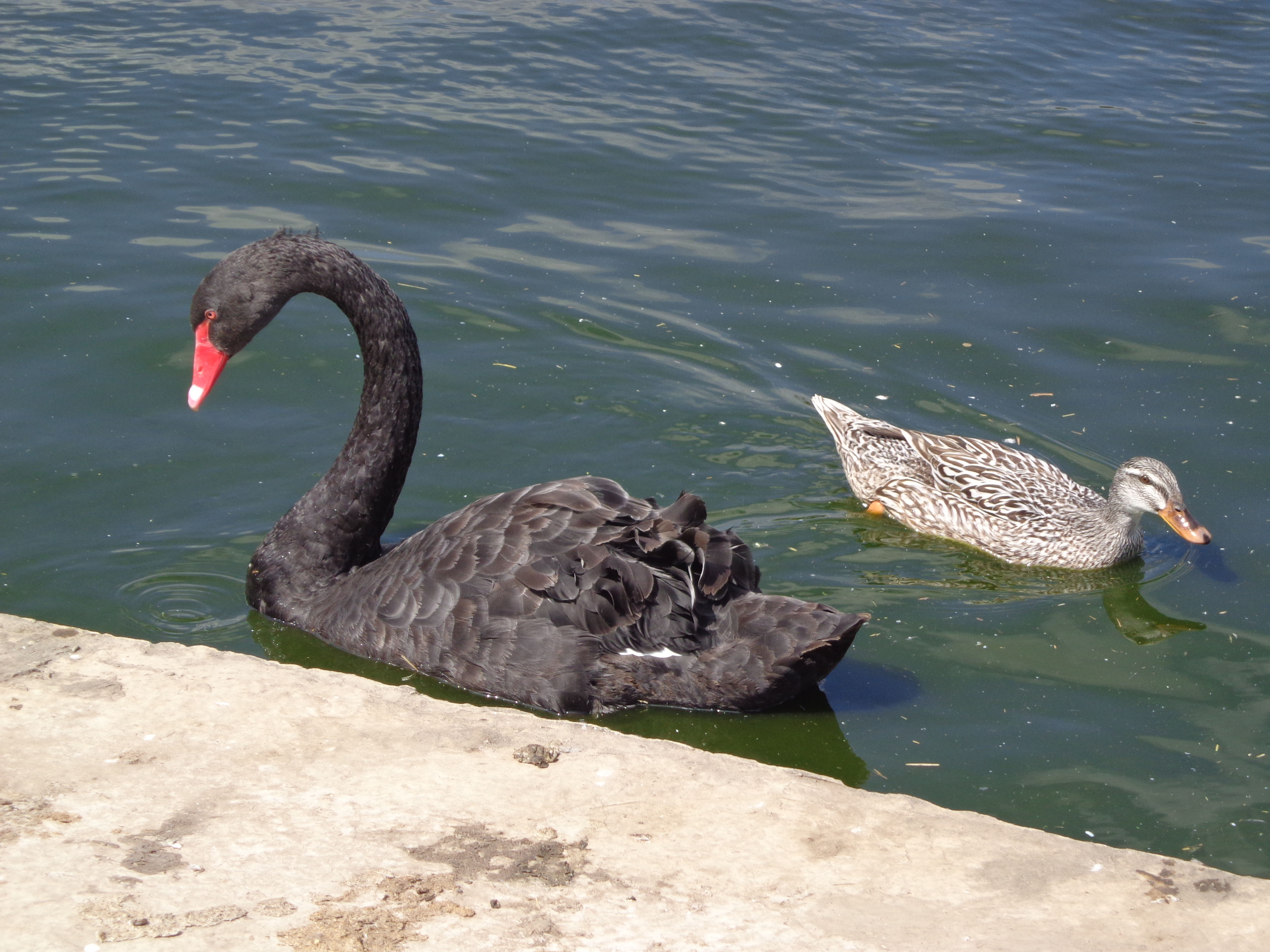
Чорний лебідь
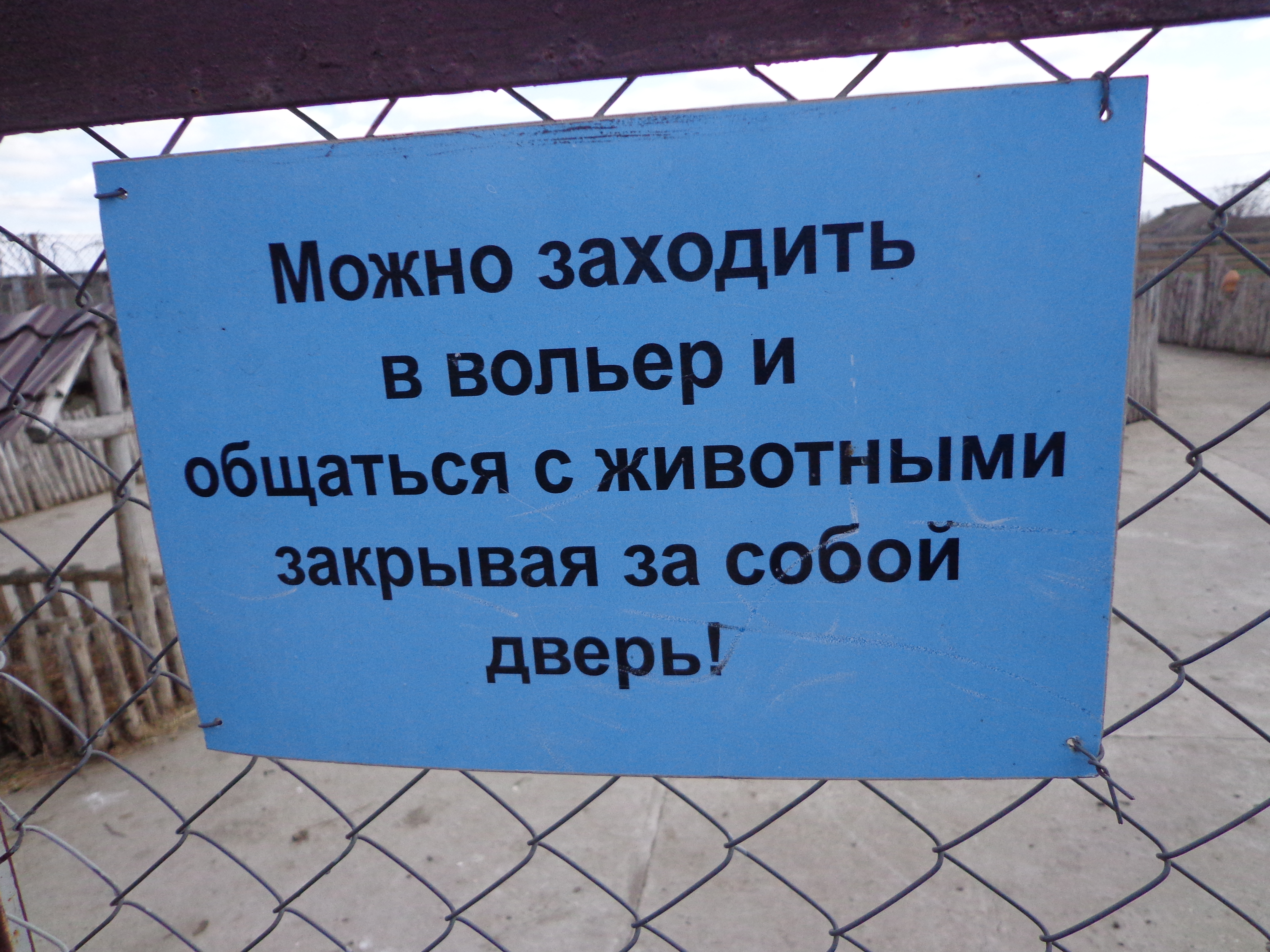
Табличка на вольєрі
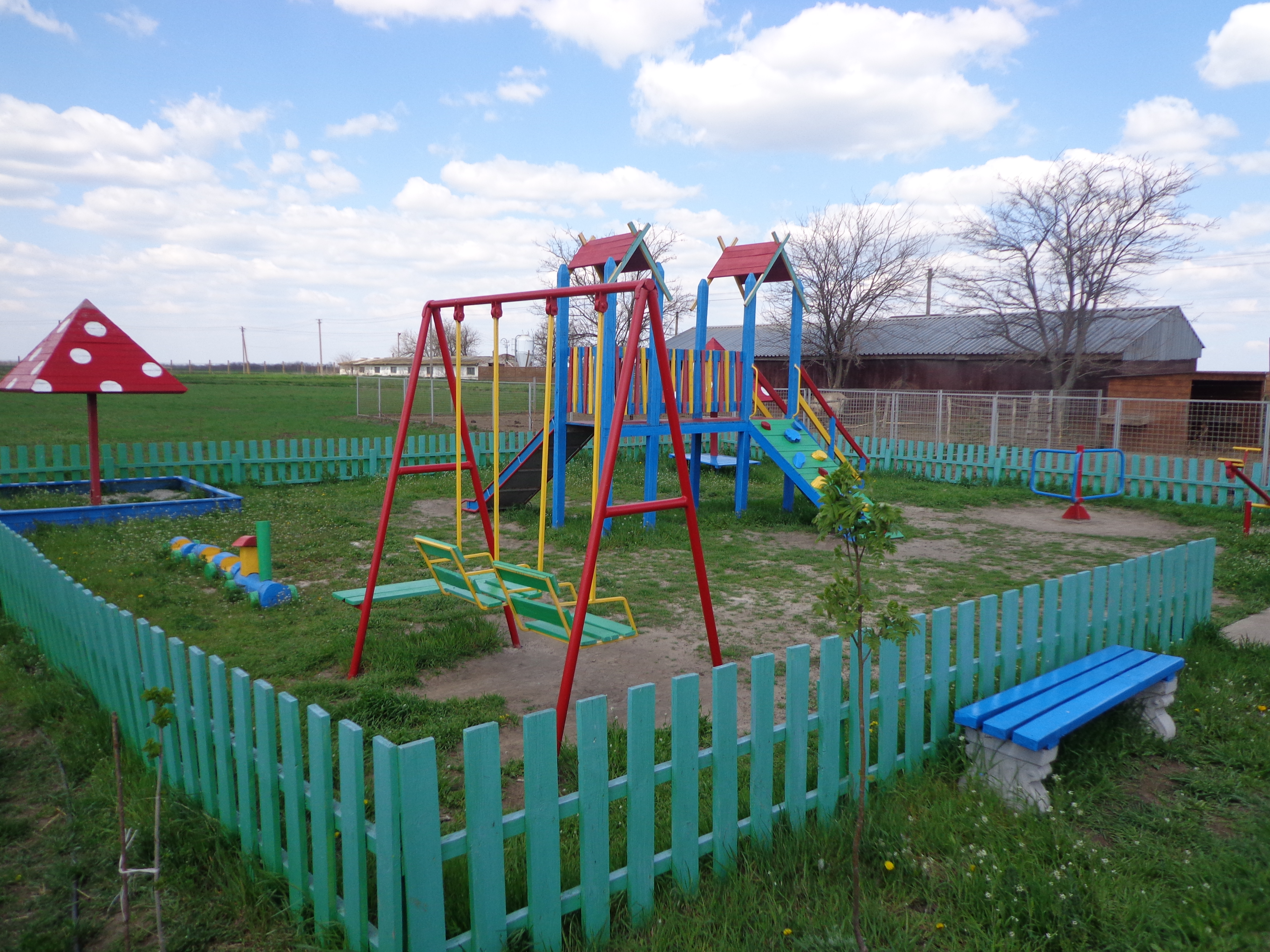
Дитячий майданчик
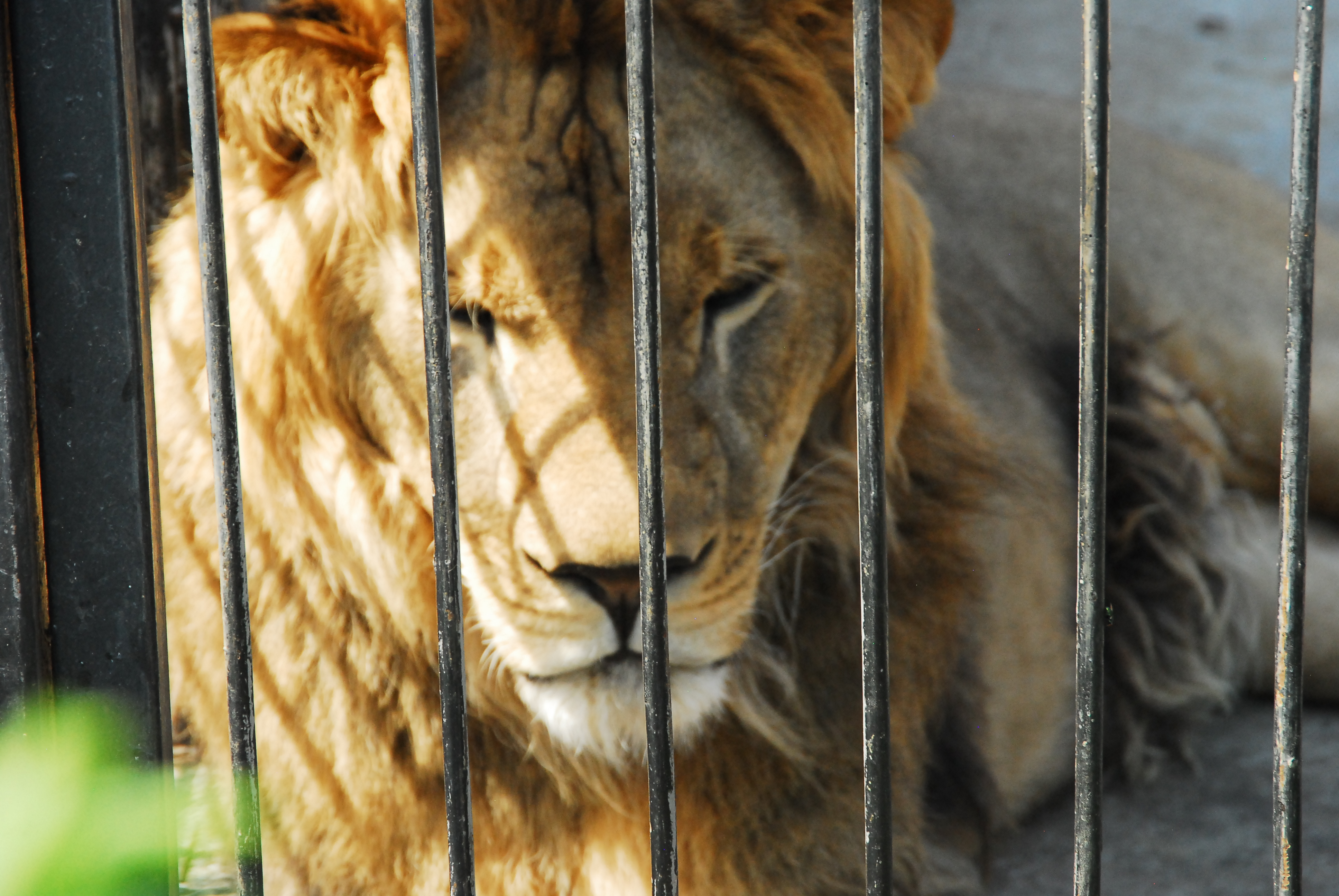
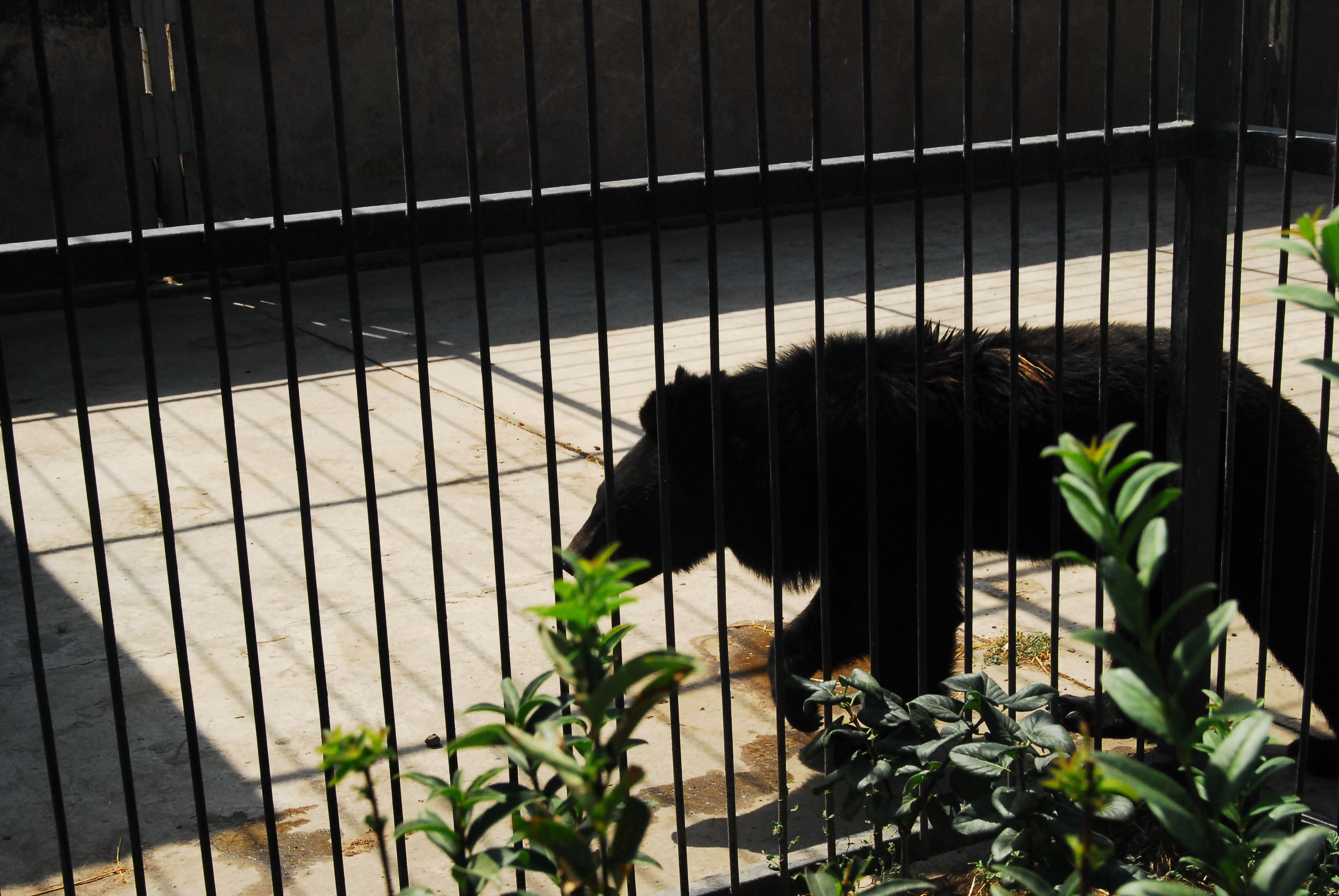

## Цікаві факти
Найбільший хижак зоопарку, вовк Акелла, ще вовченям був подарований зоопарку мисливцями. Директор ферми Олена Кусяк довго відмовлялася приймати такого небезпечного хижака і погодилася тільки після того, як мисливці пригрозили вбити вовченя.